# 電子手形
電子手形（でんしてがた）とは、電子手形の取扱金融機関と契約した取引者が、インターネットのｗｅｂ画面上において、あたかも実際に手形を振り出したり、割引したり、裏書譲渡したりするのと同様の操作を行うことにより、他の取引者や取扱金融機関との間で信用取引・決済取引・割引取引を行うシステムのことである。

## 概説
実際の手形と異なり、手形現物の保管や郵送、取立などの事務が不要であり、紛失などのリスクも無いなど、事務の大幅な合理化・効率化につながる。しかも実際の手形券面（表面・裏面）と同様の画像を表示して操作するため、中小企業にとっては、従来の手形取引と親和性が高いという特徴がある。電子手形は電子記録債権の一つの形態であり（他の形態としては、「電子指名債権」がある）、現在の電子記録債権法を検討する契機をつくった。また，メリットとして，従来の紙ベースの小切手，支払手形・受取手形と異なり，譲渡や割引の他に，他社から得た電子記録債権は「分割」も可能で，紙ベースの手形などでは不可能な事も可能になった。
但し，「分割」した債権は，割引か譲渡をしなければならない。つまり，「分割」のみは不可能である点に留意すべきである。
経緯としては信用金庫のセントラルバンクである信金中央金庫の職員が、東京所在の信用金庫の営業店に研修出向し手形事務に携わる中で、日々の手形取引事務が大幅に合理化になり、中小企業にとっても事務の合理化につながり、また従来の手形と同じような形態で、理解しやすく利便性の高い決済手段はできないものかと考えた。これを受けて信金中央金庫の総合企画部が中心となって研究した結果、インターネット上に認証局をつくるとともに、手形画像を表示した決済システムを開発した。
2003年5月に実用化され、試験運用も行われた。 振出・割引・譲渡など、従来の手形と同じ取引をネットワーク上で可能とするものであり、中小企業にとってもなじみやすいという特徴があった。電子手形を使うとWeb上から手形割引を受けて、すぐに現金を入手することができる。

日本ではファクタリングなど、似たような仕組みがあったが、2008年10月に電子記録債権法の施行により、全国銀行協会の「でんさいネット」や、みずほ銀行、三菱東京UFJ銀行、三井住友銀行いわゆる三大メガバンクがそれぞれ独自に行っている電子債権決済サービスが存在している。

## 内部リンク
- 約束手形
- 為替手形
- 融通手形
- 手形